# Superboy (série télévisée)
Pour les articles homonymes, voir Superboy (homonymie).
Superboy (1988-1990), puis The Adventures of Superboy (1990-1992) est une série télévisée américaine en cent épisodes de 25 minutes, produite par Alexander et Ilya Salkind, inspirée par le personnage de comics Superboy créé par Jerry Siegel, et diffusée entre le 8 octobre 1988 et le 17 mai 1992 en syndication.
En France, la série a été diffusée à partir du 3 janvier 1991 sur TF1 puis dès 1991 sur RTL TV et rediffusée épisodiquement dans les années 1990 sur TF1 puis Monté-Carlo TMC.

## Synopsis
Cette série met en scène la jeunesse de Clark Kent (Superman).

### Saison 1
Dans la première saison, Clark Kent, âgé de 19 ans environ, suit des cours à l'école de journalisme de l'université Shuster de Siegelville. Il a pour amis T. J. White, le fils de Perry White et Lana Lang. Ils enquêtent pour le journal de l'université et doivent déjouer les actions de criminels et de Lex Luthor qui est également étudiant à l'université. Des menaces venant de l'espace ou d'autres dimensions (alien, extra-terrestres, kryptonite, Mister Mxyzptlk) s'attaquent également à Superboy. Dans le dernier épisode, Lex Luthor mène des expériences dans un laboratoire personnel. À la suite d'une explosion, un incendie démarre et Superboy doit intervenir. Après cet incident, Luthor perd ses cheveux et rend Superboy responsable de sa calvitie.

### Saison 2
Lors de la deuxième saison, T. J. White est parti travailler avec son père et est remplacé auprès de Clark Kent par Andrew MacCalister, tandis que Lex Luthor a quitté l'université et veut toujours se venger de Superboy.

### Saisons 3 et 4
Lors des troisième et quatrième saisons, Clark Kent et Lana Lang ont quitté l'université et la ville de Siegelville pour le Bureau for Extranormal Matters dans la ville de Capitol City. Ils travaillent avec l'agent Matt Ritter pour élucider toutes sortes de menaces surnaturelles qui surgissent. Ils ont pour patron C. Dennis Jackson.

## Distribution

### Acteurs principaux
- Stacy Haiduk (VF : Stéphanie Murat) : Lana Lang (1988-1992)

Première saison (1988-1989)
- John Haymes Newton (VF : William Coryn) : Clark Kent / Superboy (saison 1, 1988-1989)
- Scott Wells (VF : Emmanuel Curtil): Lex Luthor (saison 1, 1988-1989)
- Jim Calvert (VF : Alexandre Gillet) : T.J. (Trevor Jenkins) White (1988-1989)

Saisons 2 à 4 (1989 à 1992 ; la série est renommée The Adventures of Superboy à partir de la saison 3)
- Gerard Christopher (VF : William Coryn) : Clark Kent / Superboy (1989-1992)
- Sherman Howard : Lex Luthor (1989-1992)
- Ilan Mitchell-Smith : Andrew MacCalister (saison 2, 1989-1990)
- Robert Levine : C. Dennis Jackson (saisons 3 et 4, 1990-1992)
- Peter Jay Hernandez : Matt Ritter (saisons 3 et 4, 1990-1992)

### Acteurs récurrents
- Stuart Whitman (VF : Marc de Georgi) : Jonathan Kent (10 épisodes, 1988-1992)
- Salome Jens : Martha Kent (8 épisodes, 1988-1992)
- George Chakiris : Professeur Peterson (9 épisodes, 1988-1990)
- Michael Manno : Leo (5 épisodes, 1988-1989)
- Dennis Michael : Henry Oman (5 épisodes, 1988-1989)
- Roger Pretto : Lt. Zeke Harris (8 épisodes, 1988-1990)
- Tracy Roberts : Darla (12 épisodes, 1989-1992)
- Barry Meyers : Bizarro (8 épisodes, 1989-1992)
- Michael Callan : John Corben / Metallo (6 épisodes, 1989-1992)
- Justina Vail Evans : Docteur Odessa Wexman, assistante du Dr Winger (4 épisodes, 1991-1992)

### Acteurs invités
saison 1
- Peter White (en) : Pr. Thomas Lang
- Julie McCullough (en) : Sarah Danner
- Edward Winter : Matt Danner
- Abe Vigoda : Mr Wagner
- Ray Walston : Pr Abel Gordon
- Courtney Gains : Jeff Hilford
- Douglas Barr : Roscoe Williams
- Leif Garrett : Judd Faust
- Sabrina Lloyd : Betsy
- Michael J. Pollard : Mr Mxyzptlk (2 épisodes, saisons 1 et 2, 1989)

Saison 2
- George Lazenby : Jor-El
- Britt Ekland : Lara Lor-Van
- Gilbert Gottfried : Nick Knack (2 épisodes)

Saison 3
- Shanna Lynn : Bizarro Lana
- Ron Ely : Superman
- Brian Thompson : Le Golem

Saison 4
- Paul McCrane : Chaos

## Historique

### Le pilote de 1960
Un pilote d'une série pour la télévision intitulée The Adventures of Superboy fut tourné en 1960. Il resta sans suite. John Rockwell interprétait le rôle de Clark Kent/Superboy.

### Évolution de la série (1988-1992)
Au terme d'une première saison qui manqua de moyens techniques, la production décida, en 1989, de renouveler entièrement la distribution — à l’exception de l'actrice Stacy Haiduk (Lana) — et d’améliorer les effets spéciaux. John Haymes Newton qui interprétait le personnage principal (Clark Kent-Superboy) fut viré à cause de ses problèmes d'alcool et remplacé par Gerard Christopher. John Haymes Newton avait demandé une augmentation de salaire de 20% pour la deuxième saison. L'audience progressa régulièrement à partir de la deuxième saison ; mais, à cause de conflits entre ayants droit (les frères Salkind, les sociétés Viacom, Time Warner et DC Comics), la série fut arrêtée après la quatrième saison alors qu'une cinquième était prévue et ne fut jamais rediffusée aux États-Unis les années suivantes. La diffusion a été reprise en 2006 par AOL-TV.

### Distributeur
La série était distribuée par la société Viacom.

## Liste des épisodes
| 1. La malédiction du Techacal (The Jewel of the Techacal) 2. Une princesse d'aujourd'hui (A Kind of Princess) 3. Les ombres du passé (Back to Oblivion) 4. L'étudiante russe (The Russian Exchange Student) 5. Une arme silencieuse (Countdown to Nowhere) 6. Un collectionneur pas comme les autres (Bringing Down the House) 7. Superboy contre Superboy (The Beast and Beauty) 8. Le combinard (The Fixer) 9. Étrange possession (The Alien Solution) 10. Eaux troubles (Troubled Waters) 11. Les sans-abris (The Invisible People) 12. La pierre maléfique (Kryptonite Kills) 13. La revanche de l'alien, première partie (Revenge of the Alien [1/2]) 14. La revanche de l'alien, deuxième partie (Revenge of the Alien [2/2]) 15. Humour noir (Stand Up and Get Knocked Down) 16. Le voyageur de la cinquième dimension (Meet M. Mxyzptlk) 17. La vieille indienne (Birdwoman of the Swamps) 18. Un policier véreux (Terror from the Blue) 19. La guerre des robots (War of the Species) 20. Hercule (Little Hercules) 21. Mutant (Mutant) 22. Le fantôme de la troisième division (The Phantom of the Third Division) 23. Le flamant noir (Black Flamingo) 24. Retour à Hollywood (Hollywood) 25. Une étrange créature (Succubus) 26. La folie de Luthor (Luthor Unleashed) | 1. Lex Luthor est de retour (With This Ring, I Thee Kill) 2. Superboy arrête Lex Luthor (Lex Luthor: Sentenced to Death) 3. Metallo (Metallo) 4. Dracula Jr (Young Dracula) 5. L'île au nain (Nightmare Island) 6. Bizarro (Bizarro... The Thing of Steel) 7. Superboy contre Bizarro (The Battle with Bizarro) 8. Monsieur et Madame Superboy (M. and Mrs. Superboy) 9. L'ordinateur assassin (Programmed for Death) 10. Le chantage (Superboy's Deadly Touch) 11. L'esprit du mal (The Power of Evil) 12. Androïde dans un futur lointain (Superboy... Rest in Peace) 13. Double menace (Super Menace!) 14. La fée aux cheveux d'or (Yellow Peri's Spell of Doom) 15. Microboy (Microboy) 16. Attention vampire! (Run, Dracula, Run) 17. Brimstone (Brimstone) 18. Superboy vers Krypton, 1re partie (Abandon Earth) 19. Superboy vers Krypton, 2e partie (Escape to Earth) 20. Superstars (Superstar) 21. Nick Knack (Nick Knack) 22. Le fantôme d'Andy (The Haunting of Andy McAlister) 23. Vengeance venue de la mer (Revenge from the Deep) 24. Le secret de Superboy (Secrets of Superboy) 25. Johnny Casanova et le cas du sérum secret (Johnny Casanova and the Case of Secret Serum) 26. Une femme nommée Œil de Tigre (The Woman Called Tiger Eye) |

| Ces épisodes sont totalement inédits en France. 1. La fiancée de Bizarro 1re partie (The Bride of Bizarro [1/2]) 2. La fiancée de Bizarro 2e partie (The Bride of Bizarro [2/2]) 3. La tanière (The Lair) 4. Neila (Neila) 5. Les voies du destin 1re partie (Roads Not Taken [1/2]) 6. Les voies du destin 2e partie (Roads Not Taken [2/2]) 7. Les fils d'Icare (The Sons of Icarus) 8. Carnaval (Carnival) 9. L'épreuve du temps (Test of Time) 10. État d'âme (Mindscape) 11. Superboy... perdu (Superboy... Lost) 12. Effets spéciaux (Special Effects) 13. Neila et La Bête (Neila and the Beast) 14. Le Golem (The Golem) 15. Un jour dans la double vie (A Day in the Double Life) 16. Transferts de corps (Bodyswap) 17. Renaissance 1re partie (Rebirth [1/2]) 18. Renaissance 2e partie (Rebirth [2/2]) 19. Le loup-garou (Werewolf) 20. Ministère public contre Metallo (People vs. Metallo) 21. Jackson et Hyde (Jackson and Hyde) 22. La mine abandonnée (Mine Games) 23. Un souhait destructeur (Wish for Armageddon) 24. Impasse (Standoff) 25. Le chemin vers l'enfer 1re partie (The Road to Hell [1/2]) 26. Le chemin vers l'enfer 2e partie (The Road to Hell [2/2]) | Ces épisodes sont totalement inédits en France. 1. Changement d'attitude 1re partie (A Change of Heart [1/2]) 2. Changement d'attitude 2e partie (A Change of Heart [2/2]) 3. Le garçon de kriptonite (The Kryptonite Kid) 4. La cave (The Basement) 5. Ballistic (Darla Goes Ballistic) 6. Paranoia (Paranoia) 7. Connais ton ennemi 1re partie (Know Thine Enemy [1/2]) 8. Connais ton ennemi 2e partie (Know Thine Enemy [2/2]) 9. Les ennuis commencent (Hell Breaks Loose) 10. En plein mystère (Into the Mystery) 11. Humain, ne serait-ce qu'un instant 1re partie (To Be Human [1/2]) 12. Humain, ne serait-ce qu'un instant 2e partie (To Be Human [2/2]) 13. À l'ouest d'Alpha du Centaure (West of Alpha Centauri) 14. Trio 1re partie (Threesome [1/2]) 15. Trio 2e partie (Threesome [2/2]) 16. Malchance (Out of Luck) 17. Qui est Superboy ? (Who is Superboy?) 18. Le chat et la souris (Cat and Mouse) 19. Oraison funèbre pour un super héros (Obituary for a Super Hero) 20. Métamorphoses (Metamorphosis) 21. Rite de passage 1re partie (Rites of Passage [1/2]) 22. Rite de passage 2e partie (Rites of Passage [2/2]) |

## Réception en France
Le 6e épisode de la série, dans lequel Lana est torturée, a valu une condamnation de TF1 par le CSA car l'épisode en question (à l'antenne le 3 janvier 1991) était diffusé dans une émission jeunesse (le Club Dorothée). Un communiqué fut même diffusé avant le Journal Télévisé du 28 mai 1991 pour informer les téléspectateurs de cette condamnation.

## Sorties en DVD
- Superboy - The Complete First Season, 2006, ASIN B000EU1Q2M (DVD uniquement disponible aux États-Unis)
- Superboy - The Complete Second Season, 2012, ASIN B000AK6MD4 (DVD uniquement disponible aux États-Unis)
- Superboy - The Complete Third Season, 2013, ASIN B00DX88IL4 (DVD uniquement disponible aux États-Unis)
- Superboy - The Complete Fourth Season, 2013, ASIN B00G7QPX6C (DVD uniquement disponible aux États-Unis)